# TC 2000
TC 2000 est un film américano-canadien réalisé par T. J. Scott, sorti en 1993.

## Fiche technique
Source principale de la fiche technique :
- Titre original : TC 2000
- Réalisation : T. J. Scott
- Scénario : J. Stephen Maunder, Richard M. Samuels et T. J. Scott
- Direction artistique : Jasna Stefanovic
- Musique : Varouje
- Décors :
- Costumes :
- Photographie : Curtis Petersen
- Son :
- Montage : Reid Dennison
- Production : Jalal Merhi
  - Coproduction : Dale Hildebrand
  - production associée : J. Stephen Maunder et Kevin Ward
  - Production exécutive : Dale Hildebrand
- Sociétés de production :
  -  Film One Productions
  -  Film One, Shapiro-Glickenhaus Entertainment
- Distribution :
  - États-Unis : Universal Home Video (vidéo, 1993)
  - Canada : Cineplex-Odeon Home Video (vidéo, 1993), Alliance Atlantis Video (vidéo, 1999)
- Budget :
- Pays de production :  Canada,  États-Unis
- Format : Couleur - Son : Dolby SR - 1,85:1 - Format 35 mm
- Genre : action, science-fiction
- Durée : 91 minutes[2]
- Date de sortie : États-Unis : 18 août 1993, en vidéo

## Distribution
Source principale de la distribution :
- Bolo Yeung : Maître Sumai
- Jalal Merhi : Niki Picasso
- Billy Blanks : Jason Storm
- Bobbie Phillips : Zoey Kinsella / TC 2000 X
- Matthias Hues : Bigalow
- Kelly Gallant : Zircon
- Harry Mok : Blade
- Ramsay Smith : Contrôleur
- Gregory Philpot : Dr. Cameron Johnson
- M. J. Kang : la fille de Sumai
- Alex Appel : Sparks
- Harold Howard : Harold
- Scott Hogarth : Scott
- Douglas J. Lennox : le grand patron
- Andy Pandoff : Barker